# Campagne dei tre anti e dei cinque anti

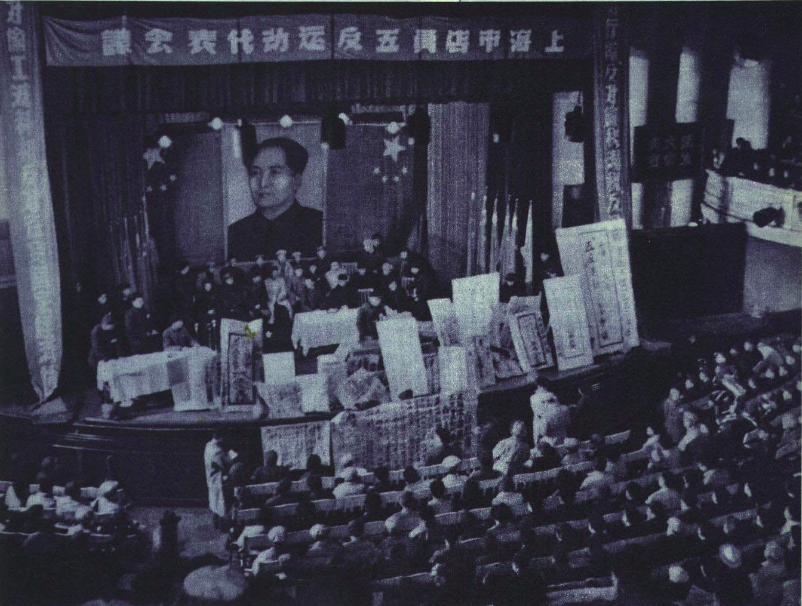
Nel 1952, Conferenza dei rappresentanti delle "Campagne dei cinque anti" di Shanghai

La campagne dei tre anti e dei cinque anti (三反五反運動T, 三反五反运动S, sān fǎn wǔ fǎn yùn dòngP) erano movimenti politici originariamente lanciati da Mao Zedong pochi anni dopo la fondazione della Repubblica popolare di Cina. L'intenzione dichiarata era quella di eliminare la corruzione nelle città e nei nemici dello stato. Il risultato consolidò la base di potere di Mao prendendo di mira oppositori politici e capitalisti, in particolare ricchi capitalisti.
Le campagne hanno avuto un impatto negativo sull'economia di grandi città come Shanghai, Tianjin e Chongqing, costringendo molti uomini d'affari al suicidio. Nella sola Shanghai, dal 25 gennaio al 1 aprile 1952, almeno 876 persone si suicidarono. Ci furono molti cosiddetti "casi ingiusti, falsi, errati (cinese: 冤假错案)" durante le campagne e, su suggerimento di Deng Xiaoping, le campagne furono annullate da Mao Zedong e Zhou Enlai nell'ottobre 1952.

## Descrizione
La Campagna Tre-anti è stata lanciata alla fine del 1951, e le tre "anti" sono:
- corruzione
- sprecare
- burocrazia

La campagna Cinque-anti è stata lanciata nel gennaio 1952, e le cinque "anti" sono:
- corruzione
- furto di beni demaniali
- evasione delle tasse
- barare sui contratti governativi
- rubare l'intelligence economica dello Stato